# Портной, Владимир Степанович
Владимир Степанович Портной (род. 22 апреля 1951, Козелецкий район, Черниговская область) — советский и украинский политический деятель, 1-й секретарь Прилукского горкома КПУ, председатель Прилуцкого горисполкома Черниговской области. Народный депутат Украины 1-го созыва.

## Биография
Родился в семье служащего.
В 1968-1974 годах старший препаратор, студент Украинского института инженеров водного хозяйства в городе Ровно. В 1974 окончил Украинский институт инженеров водного хозяйства, инженер-гидротехник. В 1974-1977 годах мастер СМУ №10 треста «Крымводстрой» в городе Симферополь. В 1977 году инженер Ровенской гидрогеологомелиоративной партии Львовской экспедиции. В 1977-1980 годах прораб, старший прораб БУ №1 объединения «Укргазстрой». Член КПСС с 1979 по 1991 год. В 1980-1983 годах директор комбината стройматериалов и конструкций города Прилуки Черниговской области.
В 1983-1985 годах заведующий промышленно-транспортным отделом Прилуцкого районного комитета КПУ Черниговской области. Окончил заочно Высшую партийную школу при ЦК КПУ. В 1985 году инструктор отдела строительства Черниговского областного комитета КПУ. В 1985-1987 годах секретарь, 2-й секретарь Прилуцкого городского комитета КПУ Черниговской области. В 1987-1988 годах председатель Исполнительного комитета Прилуцкого городского Совета народных депутатов Черниговской области. В августе 1988 - августе 1981 года — 1-й секретарь Прилуцкого городского комитета КПУ Черниговской области.
18 марта 1990 избран народным депутатом Украины I созыва, 2-й тур 47,10% голосов, 7 претендентов. Входил в группу «За советскую суверенную Украину». Председатель подкомиссии по вопросам архитектуры и застройки населенных пунктов, Комиссии ВР Украины по вопросам строительства, архитектуры и жилищно-коммунального хозяйства. Затем - руководитель аналитического центра Ассоциации народных депутатов Украины предыдущих созывов. Полномочия продолжались до 10 мая 1994 года. В 1998 году снова баллотировался на выборах в парламент III созыва по округу № 210 от НДП, но не был избран.
Руководитель аналитического центра Ассоциации народных депутатов Украины прежних созывов.